# Prionostemma tekoma
Prionostemma tekoma is een hooiwagen uit de familie Sclerosomatidae.